# Der Bauernhof (Miró)
Der Bauernhof (katalanisch La masía, vom Künstler auf der Rückseite mit La Ferme betitelt) ist der Titel eines Gemäldes von Joan Miró, das er in den Jahren 1921/22 in Mont-roig del Camp und Paris schuf. Bis zur Fertigstellung seines ersten großformatigen Bildes benötigte er neun Monate. Der Bauernhof ist ein Schlüsselwerk vor seiner surrealistischen Periode, das realistische und primitive, naive Merkmale aufweist sowie Einflüsse der katalanischen Volkskunst. Die sehr präzise ausgeführte Malerei zeigt ebenfalls abstrakte Elemente und eine kubistische Formensprache. Das Bildthema ist der Bauernhof seiner Eltern in Mont-roig del Camp, auf dem er sich oft in den Sommermonaten aufhielt.

## Zum Werk
„Während der neun Monate, die ich an dem Bauernhof arbeitete, malte ich etwa sieben bis acht Stunden am Tag. Ich litt entsetzlich, fürchterlich, wie ein Verdammter. Ich wischte sehr viel weg und fing an, die ganzen fremden Einflüsse rauszuwerfen und mit Katalonien Verbindung aufzunehmen.“

Das realistisch dargestellte Haus am linken Bildrand ist ein Abbild des Bauernhofs der Eltern. Die Bildmitte beherrscht ein Eukalyptusbaum, dessen Fuß ungewöhnlich hell aus einem schwarzen Kreis ragt. Seine Äste mit den spärlichen Blättern ragen in den Abendhimmel, der vom Mond beschienen wird. Rechts findet sich ein Stall in aufgeschnittener Ansicht, der unter anderem einen Hahn, eine Ziege und eine Leiter beherbergt. Er ist von einem roten Linienquadrat umgeben, auf dessen rechter oberer Ecke eine Taube sitzt. Im Vordergrund steht eine Gießkanne mit roter Tülle, neben der links ein umgestürzter Eimer liegt und rechts eine französische Zeitung, die L’Intransigeant. Es ist durch die Faltung nur „L’Intr“ zu lesen, also auf Deutsch etwa „hinein“ oder „darin“. Die Platzierung der Gegenstände ergibt eine sexuelle Anspielung. In Verlängerung der Ziegel neben dem roten Eimer schließt sich ein Weg mit plötzlich endenden Fußstapfen an. Der Weg führt jedoch weiter zu einem Brunnen, über den sich eine Frau beugt, neben ihr Töpfe, ein Eimer und ein Wesen, das wie ein Fötus aussieht. Hinter dem Brunnen ist eine Mühle sichtbar, die von einem Esel betrieben wird. Vorn links erhebt sich eine verdorrt wirkende Pflanze, möglicherweise eine Agave mit Blüte. Miró hat die Bedeutung des Bildes niemals erläutert. Er gab nur an, dass es den elterlichen Bauernhof darstelle. Das Gemälde gilt als Schlüsselwerk seiner beginnenden surrealistischen Phase. Wie ein mittelalterliches Tafelbild vereint es mehrere Details zu einer Bildaussage. Die Bildperspektive spielt keine Rolle mehr. Miró schuf 1923/24 ein Nachfolgebild mit dem Thema des Bauernhofs, die Gepflügte Erde (La terre labourée), das den entscheidenden Schritt mit weiterer Abstraktion in seinem Werk schaffte.

## Verkauf an Hemingway
Als das Bild fertiggestellt war, fuhr Miró von Kunsthändler zu Kunsthändler per Taxi, was ein Loch in sein Budget riss:
„Ich schleppte das Bild zu Paul Guillaume, zu Paul Rosenberg, ein Riesenbild […] und nach ein paar Tagen bekam ich einen Rohrpostbrief: ‚Würden Sie bitte das Bild wieder abholen.‘ Noch ein Taxi […] Rosenberg gab mir den Ratschlag: ‚Das ist ein sehr schönes Bild, aber wissen Sie, heute sind Wohnungen teuer, und die Wohnungen sind klein […] Sie müssen einen Dreh finden, das Bild in kleine Stücke zu schneiden.‘“

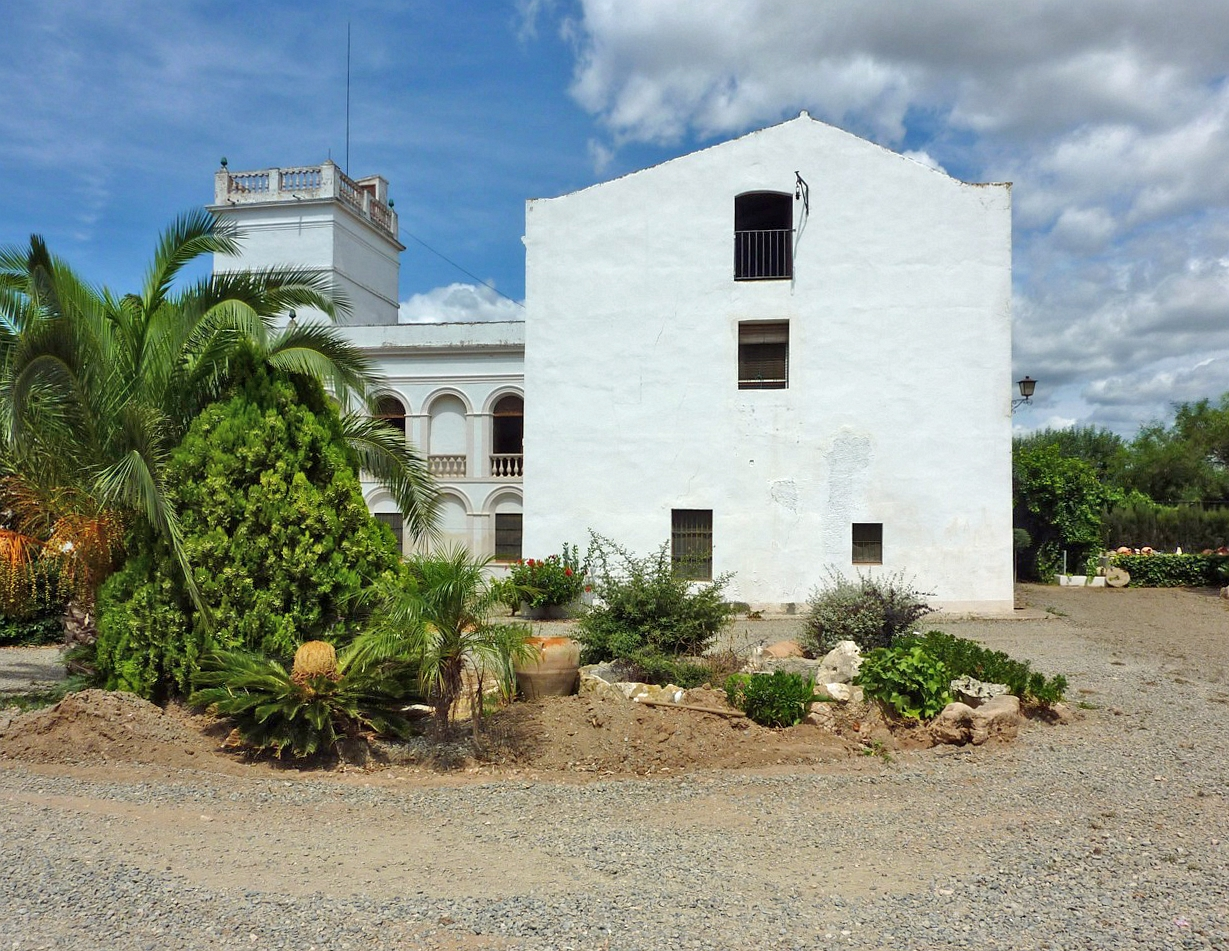
Mas Miró, das Haus von Joan Miró im Jahr 2011

Der Verkauf des Bildes zog sich jedoch bis zum Jahr 1925 hin. Rosenberg hatte das Werk in Kommission genommen, und der Pferdekenner und Gelegenheitsdichter Evan Shipman zeigte Interesse. Als Shipman erfuhr, dass auch sein Freund Ernest Hemingway das Bild kaufen wollte, würfelten sie um den Erwerb. Hemingway, der gewann, hatte kein Geld, wollte das Bild aber auf jeden Fall besitzen und es seiner Frau Hadley am 9. November zum Geburtstag schenken. Er lieh sich die Geldsumme über 5000 Franc von John Dos Passos und anderen Freunden für den Erwerb aus. Ernest Hemingway überlieferte Mirós Feststellung, dass er das Bild in neun Monaten gemalt habe, „solange, wie es dauert, ein Kind auszutragen“. Seit 1987 ist es aufgrund einer Stiftung von Mary Hemingway, der vierten Ehefrau des Schriftstellers, im Bestand der National Gallery of Art in Washington, D.C.

## Mas Miró als Museum
Das Motiv des Werkes, der Bauernhof Mas Miró, der heute noch existiert, wurde in ein Museum umgewandelt. Die Eröffnung war für den Sommer 2016 geplant und wurde später auf den 20. April 2018 verschoben. Der Tag markiert den 125. Geburtstag des Künstlers.